# (527) Euryanthe
(527) Euryanthe est un astéroïde de la ceinture principale.

## Description
(527) Euryanthe est un astéroïde de la ceinture principale découvert par Max Wolf le 20 mars 1904 à Heidelberg. 
Il a été ainsi baptisé en référence au personnage éponyme de l'opéra Euryanthe de Carl Maria von Weber (1786-1826).

## Compléments